# Битва при Мунде
Би́тва при Му́нде состоялась 17 марта 45 года до н. э. в долине Мунда, на юге Испании. Это была последняя битва Гая Юлия Цезаря в гражданской войне против республиканцев. После этой победы, гибели Тита Лабиена и Гнея Помпея (старшего сына Помпея Великого), Цезарь мог свободно вернуться в Рим и править как диктатор. Его последующее убийство привело к возобновлению гражданских войн, закату Римской республики и зарождению Империи, которую возглавил усыновлённый им Октавиан Август.

## Битва
Две армии встретились на равнинах Мунда на юге Испании. Помпейская армия заняла крайне выгодную позицию на вершинах холмов, менее чем в одной миле (1,6 км) от стен Мунда. Армия Цезаря составляла в общей сложности восемь легионов (80 когорт), с 8 тыс. всадников, в то время как силы Помпея и Лабиена составляли тринадцать легионов, 6 тыс. лёгких пехотинцев и около 6 тыс. всадников.
Многие из солдат-республиканцев уже сдавались Цезарю в предыдущие кампании, однако затем дезертировали из его армии и воссоединились с силами Помпея: опасаясь, что не будут помилованы во второй раз, они не могли сделать ничего иного, как сражаться до последнего.
Цезарь ожидал, что враг спустится в долину и перейдет ручей, протекавший между двумя позициями. Однако его расчеты на этот раз не оправдались. В то время как легионы Цезаря приближались к ручью, помпеянцы и не думали сходить со своих высот. После неудачной уловки, целью которой было выманить помпеянцев вниз холма, Цезарь приказал начать атаку. Выкрикивая лозунг «Венера» (Венера считалась предком рода Юлиев, к которому принадлежал и Цезарь), войска устремились в бой.
В течение некоторого времени бой шел без явного преимущества какой-либо стороны, в какой-то момент ряды цезарианцев даже дрогнули. Тогда Цезарь, спешившись, схватил щит и ринулся вперед, крича, что пусть этот день будет для него последним, как и весь поход — для самих воинов. Он подбежал к вражеской линии, осыпаемый градом копий, пока не подоспели на выручку центурионы. Позже Цезарь говорил, что он много раз сражался за победу, но в битве при Мунде ему пришлось сражаться и за свою жизнь.
Цезарь принял командование правым флангом, где его любимый X легион вступил в тяжелый бой. Вдохновленный Цезарем Десятый легион усилил натиск и заставил силы Помпея отступить. Осознавая опасность, Гней Помпей снял один легион с правого фланга своих войск, дабы усилить левый и избежать его уничтожения. Однако как только правый фланг Помпея был ослаблен, кавалерия Цезаря начала решающую атаку, полностью изменившую ход сражения. Мавретанский царь Богуд, сражавшийся в рядах Цезаря, по своей собственной инициативе совершил глубокий кавалерийский рейд в тыл врага и напал на лагерь помпеянцев.
Тит Лабиен, командовавший кавалерией помпеянцев, заметив этот манёвр, отвел свои пять когорт назад, дабы перехватить кавалерию цезарианцев, и ослабил, таким образом, фронт сопротивления. Легионеры Помпея неправильно поняли ситуацию. Находясь под сильным давлением на левый (Десятый легион) и правый фланг (атака кавалерии), они посчитали, что Лабиен отступает. Легионы Помпея, не выдержав натиска, сломали свою линию и в беспорядке бежали. Сопротивление рухнуло, и битва перешла в побоище. Хотя некоторые из отступавших и смогли найти спасения в стенах Мунда, многие из них были убиты во время бегства.
По итогам битвы было убито около 30 тыс. помпеянцев, потери Цезаря были намного меньше, всего около 1 тыс. убитых. Тит Лабиен и Аттий Вар погибли на поле боя. Раненый Гней Помпей бежал, но спустя месяц был обнаружен и убит отрядом цезарианцев; его младший брат Секст Помпей бежал и присоединился к остаткам помпеянского флота, с которыми впоследствии пиратствовал несколько лет, пока не был в 35 году до н. э. схвачен и по приказанию Марка Антония казнен.

## В художественной литературе
Первые строки повести Мериме «Кармен»:

Мне всегда казалось, что географы сами не знают, что говорят, помещая поле битвы при Мунде в стране пунических бастулов, близ теперешней Монды, милях в двух к северу от Марбельи. Согласно собственным моим соображениям по поводу текста анонимного автора «Bellum Hispaniense» и кое-каким сведениям, почерпнутым в превосходной библиотеке герцога Осунского, я полагал, что достопамятное место, где Цезарь в последний раз сыграл на всё против защитников республики, следует искать в окрестностях Монтильи. Находясь в Андалузии ранней осенью 1830 года, я совершил довольно дальнюю поездку, чтобы разрешить ещё остававшиеся у меня сомнения.